# Social entreprenør
En social entreprenør er en person, der arbejder for at skabe social værdi gennem socialt entreprenørskab. Sociale entreprenører bygger typisk nye organisationer så som en social virksomhed, men betegnelsen anvendes også for personer, der arbejder med at skabe social innovation på tværs af hhv. den offentlige, private og frivillige sektor. 
Bill Drayton, stifter af Ashoka, er bredt anerkendt som ophavsmanden til begrebet social entreprenør.

## Eksempler på verdenskendte sociale entreprenører[4]
- Muhammad Yunus, Nobelprisvinder og medstifter, Grameeen Bank
- Bill Drayton, Stifter, Ashoka
- Jacqueline Novogratz, CEO, Acumen Fund
- Wendy Kopp, stifter, Teach for America
- William Foote, CEO, Root Capital
- Thorkil Sonne, stifter, Specialisterne[5]